# Wiedemar
Wiedemar is een gemeente en plaats in de Duitse deelstaat Saksen, en maakt deel uit van de Landkreis Nordsachsen.
Wiedemar telt 5.306 inwoners.

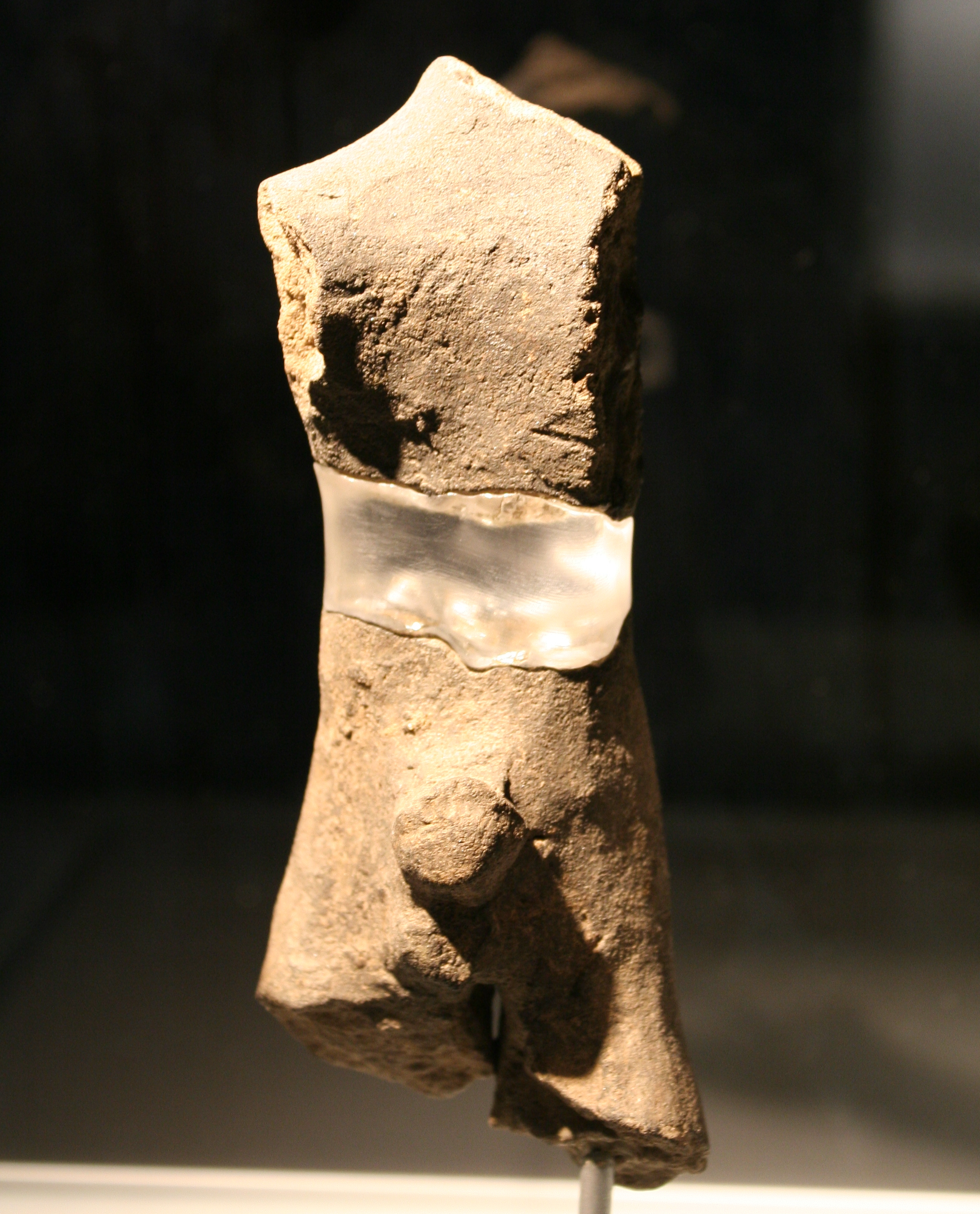
Zgn. Adonis van Zschernitz
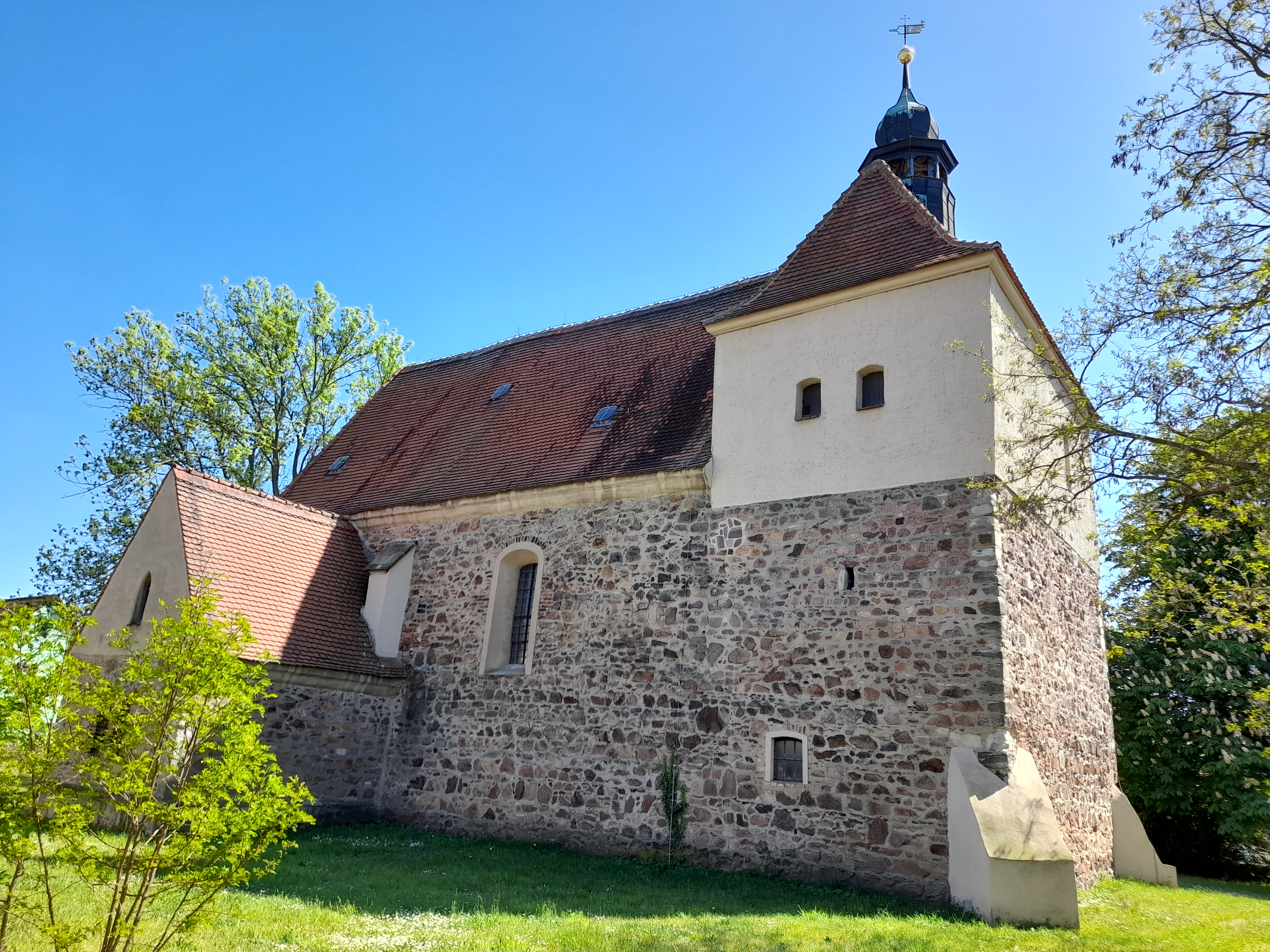
Zschernitz, St. Galluskerk, vanuit het noorden

Bij Zschernitz, gemeente Wiedemar, is in 2003 bij archeologisch onderzoek een gedeeltelijk intact, aardewerk beeldje met duidelijk mannelijke geslachtskenmeeken gevonden. Het wordt toegeschreven aan dragers van de Bandkeramische cultuur en gedateerd in de 52e eeuw vóór de jaartelling. Dergelijke beeldjes zijn uiterst zeldzaam.  Het object behoort tot de collectie van een museum te Chemnitz.
De gemeente bestaat uit een aantal dorpen, die liggen in een streek met vruchtbaar, met löss bedekt, akkerland. Ze ligt  ten noordoosten van de stad Halle (Saale) en ten westen van Delitzsch. Verscheidene van deze dorpen beschikken over een oude, evangelisch-lutherse dorpskerk.
Arzberg ·
Bad Düben ·
Beilrode ·
Belgern-Schildau ·
Cavertitz ·
Dahlen ·
Delitzsch ·
Doberschütz ·
Dommitzsch ·
Dreiheide ·
Eilenburg ·
Elsnig ·
Jesewitz ·
Krostitz ·
Laußig ·
Liebschützberg ·
Löbnitz ·
Mockrehna ·
Mügeln · 
Naundorf ·
Oschatz ·
Rackwitz ·
Schkeuditz ·
Schönwölkau ·
Taucha ·
Torgau ·
Trossin ·
Wermsdorf ·
Wiedemar ·
Zschepplin